# Каванехон

Каванехо́н (яп. 川根本町, かわねほんちょう, МФА: [kawanehoɴ t͡ɕoː]?) — містечко в Японії, в повіті Хайбара префектури Сідзуока. Розташоване в північно-західній частині префектури. Отримало статус містечка 2005 року. Площа становить 496,72 км². Станом на 1 серпня 2011 року населення складало 7915  осіб, густота населення — 15,9 осіб/км². Основою економіки є сільське господарство.  В населеному пункті розташовані численні гарячі джерела.